# アークライト (企業)
株式会社アークライト（英: ARCLIGHT, Inc.）は、出版、ボードゲーム等の製造販売、アナログゲームの企画、トレーディングカードゲーム（TCG）の販売等を行う日本の企業。株式会社KADOKAWAの完全子会社。

## 概要
1998年2月、プレイバイメールやTRPGの開発会社であった遊演体で編集業務を中心に行っていた部署である神田事務所が独立し設立。
事業内容は
- 出版物の編集
- テーブルトークRPG（TRPG）の開発、および関連書籍の企画・編集・出版
- 日本国外のボードゲームの輸入販売および独自開発ならびに日本国外のボードゲームのライセンス生産
- アナログゲームの開発および販売促進業務代行
- アナログゲームや関連書籍の問屋業務（2008年2月から廃業した東京ミムラの営業を引き継ぐ）
- 各種ゲーム向けのイラストレーションやキャラクターデザインの仲介回収業務
- ゲーム関連イベントの企画・運営
- ホビー（模型）関係の広告代理業務

また、TCG・TRPG・ボードゲームの店舗販売（それぞれ「ホビーステーション」「ロール&ロールステーション」「ボードゲームステーション」）も行っている。
かつてはデジタルゲームの製作も行っており、アダルトゲームブランド「TerraLunar」「BLACK LIGHT」「OUTGROW」及び「ALTERNA」を保有していた。同じくセガ・ドリームキャスト時代に開発受託を行っていたほか、ソーシャルゲーム「ドラゴンクエスト ライバルズ」や「乖離性ミリオンアーサー」の開発協力も行っている。

## 沿革
- 1998年（平成10年）
  - 2月 - 遊演体の新規事業部門を分社化して[4]、東京都千代田区神田小川町1-6-3川新ビル3階にて会社設立。
  - 日本最大のTRPGイベント「JGC」の運営を受託
- 1999年（平成11年）
  - CG制作部門を立ち上げ、PCソフト開発事業を拡大
  - セガのドリームキャストのソフト開発を受託
  - トレーディングカードゲームを企画・制作
- 2000年（平成12年）
  - PCゲームソフトの自社開発を開始
  - 当社の本店を東京都千代田区神田小川町1-1山甚ビル6階に移転
- 2001年（平成13年） - ゲーム開発の中心を、トレーディングカードゲーム・ボードゲームなどのアナログゲームに転換。 イベント事業拡大
- 2003年（平成15年）
  - 6月 - アナログゲーム専門書籍「Role&Roll」創刊し出版事業を開始
  - トレーディングカードゲーム販売を目的として「ホビーステーション」を秋葉原に出店
- 2004年（平成16年） - 海外ボードゲームの輸入販売事業開始
- 2005年（平成17年）
  - PCゲーム事業より撤退しアナログゲームに特化
  - 海外ボードゲームのローカライズ（日本語版製造）事業を開始
  - TRPG専門ショップ「ロール＆ロールステーション」を秋葉原に出店
- 2008年（平成20年） - 物流部を設立し、アナログゲームの卸売業務を開始
- 2010年（平成22年） - ゲームマーケットの運営を開始。また自社のアナログゲームブランド「Arclight Games」を設立。
- 2014年（平成26年） - 「ホビーステーション」EC事業開始
- 2016年（平成28年） - TRPG女性限定コンベンション「TRPGガールズフェス」を主催、運営
- 2017年（平成29年）
  - 当社の本店を東京都千代田区神田小川町1-2風雲堂ビル2階に移転
  - イベント「TRPGフェスティバル」を主催、開催
- 2018年（平成30年）
  - 店舗事業及びEC事業の業務拡大に伴い、江戸川橋事業所を開設
  - ボードゲーム専門店「ボードゲームステーション」を蒲田に出店
- 2019年（令和元年） - 楽玩遊光文化発展（北京）有限公司を中国に設立
- 2020年（令和2年） - 新紀元社を子会社化[3]。
- 2024年（令和6年） - KADOKAWAの100％子会社となる[2]。

## 書籍・雑誌
Role&Roll
アークライトが編集を担当しているTRPGを中心にしたテーブルゲームの雑誌。TCGは扱わない。発売元は新紀元社。
Lead&Read
Role&Rollの別冊。
Game Link
2009年創刊当時の発行主体はShoot the Moon社(代表: 池田康隆)。5号より事業譲渡。2012年休刊。
ボードゲームナビ
2012年より不定期刊。2013年休刊。

## 店舗
ホビーステーション
アークライトが展開しているトレーディングカードゲーム（TCG）の販売店舗。
最盛期には直営店、加盟店あわせて全国に約40店舗、2022年現在31店舗。
ロール&ロールステーション
アークライトが展開しているTRPGやボードゲームの専門店。
東京都の秋葉原に出店。プレイスペースあり。横浜店もあったが2014年1月閉店。
ボードゲームステーション
アークライトが展開しているボードゲームの専門店。
東京都の蒲田と、埼玉県の大宮に出店。

## イベント
ジャパンゲームコンベンション (JGC)
アークライトが中心になって企画運営を行っているアナログゲーム総合イベント。毎年8月から9月に宿泊型で行われている。2017年より「TRPGフェスティバル」に改名。
ゲームマーケット
アークライトが2010年より運営している「電源不要ゲーム」(unplugged games) オンリーの同人誌及びボードゲームの即売会。東京及び関西地区で年3回開催。